# Johann Gottfried Eichhorn
Johann Gottfried Eichhorn (1752-1827) va ser un orientalista i historiador alemany, que fa part del grup de racionalistes sobrenaturalistes.
Nascut a Dörrenzimmern (ara part de la ciutat d'Ingelfingen), al Principat d'Hohenlohe-Oehringen, Eichhorn va ser educat a l'escola pública de Weikersheim, on el seu pare era superintendent, al gymnasium d'Heilbronn i a la Universitat de Göttingen (1770 -1774), on va estudiar sota Johann David Michaelis. El 1774 va esdevenir director del gymnasium d'Ohrdruf, al ducat de Saxònia-Gotha. Ja un any després va ser nomenat professor de llengües orientals a la Universitat de Jena i el 1788 a Göttingen. El 1825 va esdevenir membre de l'Acadèmia Americana de les Arts i les Ciències.

## Obra
Tot i ser un autor polifacètic que va publicar obres de història i de història de la literatura és més conegut per la seva crítica històrica de la bíblia. Eichhorn que va llançar el concepte d'alta crítica és considerat el fundador de la crítica històrica i textual de l'Antic Testament, la part de la Bíblia anterior al naixement de Jesús de Natzaret. Va reconèixer l'abast d'aquest propòsit i va obrir moltes discussions importants encara no resoltes avui. «El meu problema major», diu en el pròleg a la segona edició de la seva obra major Introducció a l'Antic Testament: «He hagut d'estudiar un camp fins ara inèdit: la investigació de la naturalesa interna de l'Antic Testament amb l'ajuda de l'alta crítica.»
Les seves investigacions el van portar a concloure que «la majoria dels escrits dels hebreus han passat per diverses mans». Va donar per fet que hi ha una explicació natural per a tots els esdeveniments sobrenaturals relatats a l'Antic i Nou Testament. Va intentar avaluar-los en posar-se al context del món antic i les creences supersticioses d'aleshores. No va percebre en els llibres bíblics cap idea religiosa de molta importància per als temps moderns; s'hi va interessar merament per poder comprendre històricament el passat a l'era antiga.
Va considerar que molts llibres de l'Antic Testament eren espuris. També posa en dubte l'autenticitat de la Primera i Segona carta de Pere i l'Epístola de Judes, i va contestar l'autoritat paulina de la Primera i Segona carta a Timoteu i la Carta a Titus. Va suggerir que els evangelis canònics es basessin en diverses traduccions i edicions d'un evangeli arameu primari. Argumentava que hi havia hagut un evangeli original arameu perdut que cadascun dels evangelistes sinòptics va interpretar d'una forma diferent.
- Einleitung ins Alte Testament (en alemany).  Leipzig: Weidmann und Reich, 1787. (traducció del títol: Introducció a l'Antic Testament)
- Einleitung in das Neue Testament (en alemany).  Leipzig: Weidmann, 1820. (traducció del títol: Introducció al Nou Testament)
- Geschichte der drey letzten Jahrhunderte (en alemany).  Hannover: Gebrüder Hahn, 1817, p. 789.[Enllaç no actiu] (traducció del títol: Història dels tres darreres segles)